# Henry Clinton Fall
Pour les articles homonymes, voir Fall.
Henry Clinton Fall est un entomologiste américain, né le 25 décembre 1862 à Farmington[Laquelle ?] et mort le 14 novembre 1939.
Cet enseignant a principalement travaillé sur les coléoptères, notamment les Acmaeodera et les Apions. Il fait paraître de nombreux articles et décrit plus de 1 200 espèces de Californie.